# Horst Ritzmann
Horst Ritzmann (* 6. Februar 1928; † 13. März 2010) war ein deutscher Rechtsanwalt und Bankier.

## Werdegang
Ritzmann studierte Rechtswissenschaften. Nach den beiden juristischen Staatsprüfungen ließ er sich als Rechtsanwalt nieder. 1956 trat er als Komplementär in das private Bankhaus Max Flessa ein. Es wandelte sich unter seiner Leitung von einer lokal arbeitenden Bank zu einer überregional tätigen Geschäftsbank mit 28 Niederlassungen in Bayern und Thüringen.
Er war Schatzmeister des Historischen Vereins Schweinfurt und Inhaber zahlreicher weiterer Ehrenämter im kirchlich-sozialen und öffentlichen Bereich.

## Ehrungen
- 1989: Verdienstkreuz 1. Klasse der Bundesrepublik Deutschland